# Université Côte-d'Azur
 (avril 2021).
Université Côte d’Azur est une université française créée en 2019 et prenant la suite de l'université Nice-Sophia-Antipolis créée en 1965, encore mentionnée dans le code de l'éducation en 2018.
Le professeur Jeanick Brisswalter en a été élu président le 9 janvier 2020.
Université Côte d’Azur assure l'ensemble des activités de l'ancienne université de Nice et de l'ancienne communauté d'universités et établissements « Université Côte d'Azur ». Elle partage et coordonne certaines compétences avec l'observatoire de la Côte d'Azur, la villa Arson, le Centre international de recherche musicale, l'Institut de formation en masso-kinésithérapie et l'école régionale d'acteurs de Cannes et Marseille, dans les conditions prévues par ses statuts.
En 2019, elle se substitue à la ComUE (communauté d'universités et établissements) créée le 1er mars 2015 et dont Jean-Marc Gambaudo a assuré la présidence.
Université Côte d’Azur est membre de l'Udice.

## Histoire

### XVIIesiècle: débuts de l'enseignement supérieur à Nice
L'enseignement supérieur apparaît à Nice au XVIIe siècle. Un collège de jurisconsultes, le Collegium jurisconsultorum niciensium, est créé en 1639 par les ducs de Savoie. Une école de médecine est également fondée à cette époque.
La vocation universitaire de la ville s’affirme ensuite au début du XXe siècle, grâce aux efforts d’universitaires comme Louis Trotabas ou Maurice Mignon qui créent, en 1933, le Centre universitaire méditerranéen (CUM), avec l’aide des collectivités locales et notamment de la mairie de Nice, dirigée par Jean Médecin. Son premier administrateur est Paul Valéry. Un Institut d'études juridiques en 1938, un Institut d'études littéraires en 1941 et un Institut d'études scientifiques en 1945 sont ensuite fondés. Une faculté de droit et de sciences économiques, rattachée à l’université d'Aix-Marseille, est implantée en 1962.

### 1965: constitution de l'université de Nice
L'université de Nice est constituée en 1965. Elle est alors composée par les facultés de lettres, de sciences, et de droit et sciences économiques. En 1968, ces trois facultés sont implantées sur leurs campus actuels. C'est en 1989 que l'université prend le nom d'université de Nice Sophia Antipolis, en référence au technopôle voisin. Le siège de l'université est établi, depuis 1965, dans le parc et le château de Valrose.
L’université est autonome depuis le 1er janvier 2010. En janvier 2016, l'université obtient le label « initiative d'excellence » (IDEX) via le projet d'association Université Côte d'Azur JEDI (Joint, Excellent & Dynamic Initiative).
En 2017, sa présidente Frédérique Vidal est nommée ministre chargé de l'Enseignement supérieur.

### 2019: création de l'université Côte d’Azur
Le 25 juillet 2019, par décret paru au Journal officiel du 26 juillet, l'université Côte d’Azur se substitue à l'université de Nice et à la ComUE Université Côte d’Azur (communauté d'universités et établissements) créée le 1er mars 2015 constituant ainsi un établissement public à caractère scientifique, culturel et professionnel expérimental .
Le 9 janvier 2020, Jeanick Brisswalter est élu président de l'université Côte d'Azur. Celle-ci compte près de 30 000 étudiants en formation initiale et continue dont 20 % d'étudiants étrangers, et huit écoles universitaires et de recherche (EUR). Ses campus universitaires se répartissent dans plusieurs villes de la Côte d'Azur (Nice, Cannes, Grasse, Menton) ainsi que sur la technopole de Sophia Antipolis. Elle fait partie de la région académique Provence-Alpes-Côte d'Azur qui comprend les académies d'Aix-Marseille et de Nice.

## Composantes

### Établissements-composantes
À la date de sa création, les établissements-composantes de l'université Côte d’Azur qui conservent leur personnalité morale sont :
- l’Observatoire de la Côte d'Azur (OCA), établissement public national d'enseignement supérieur et de la recherche à caractère administratif (EPA)
- la Villa Arson établissement public administratif sous tutelle du Ministère de la Culture
- le Centre International de Recherche Musicale (CIRM)
- l'Institut de formation en masso-kinésithérapie de Nice (IFMKN)
- l'Ecole régionale d'acteurs de Cannes et Marseille (ERACM).

### Composantes universitaires
L'université Côte d’Azur est structurée conformément au code de l'éducation qui fixe l’organisation légale des universités en France. Pluridisciplinaire, elle dispose de huit Ecoles Universitaires de Recherche (EUR), trois facultés, sept instituts, deux écoles, un centre national ainsi que onze services communs. Elle regroupe environ 1 300 enseignants, enseignants-chercheurs et moniteurs.
- École universitaire de Recherche SPECTRUM
- École universitaire de Recherche DS4H
- École universitaire de Recherche LIFE
- École universitaire de Recherche ODYSSEE (Sciences de la société et de l'environnement)
- École universitaire de Recherche HEALTHY
- École universitaire de Recherche CREATES
- École universitaire de Recherche d’Économie et de Management (ELMI)
- École universitaire de Recherche LexSociété
- Faculté de médecine
- Faculté de chirurgie dentaire
- Faculté de droit et de science politique
- Institut d’Administration des Entreprises (IAE)
- Institut Universitaire Technologique (IUT)
- Institut du droit de la paix et du développement (IdPD)
- Institut National Supérieur du Professorat et de l’Education (INSPE)
- Institut NEUROMOD
- Institut d’Innovation et de Partenariats IMREDD
- Institut de Formation en Masso-Kinésithérapie Niçois IFMKN
- Ecole polytechnique d’ingénieur Polytech Nice Sophia
- École régionale d'acteurs de Cannes et Marseille ERACM
- École nationale supérieure d'art VILLA ARSON
- Centre National de Création Musicale CIRM

### Établissements associés
Sont établissements associés d'université Côte d’Azur :
- SKEMA Business School ;
- EDHEC Business School ;
- le centre hospitalier universitaire de Nice ;
- l’École supérieure de réalisation audiovisuelle (ESRA Côte d'Azur) ;
- The Sustainable Design School ;
- l’école supérieure de danse de Cannes Rosella Hightower ;
- le Conservatoire à rayonnement régional de Nice ;
- la Fondation Lenval ;
- le Centre Antoine Lacassagne .

### Écoles doctorales
L'université compte cinq écoles doctorales :
- Sciences fondamentales et appliquées.
- Sciences et technologies de l'information et de la communication.
- Sciences de la vie et de la santé.
- Lettres, sciences humaines et sociales.
- Droit, économie, sciences politiques et gestion

### Services communs
L'université compte 11 services généraux et communs au sens de l’article L. 714-1 du code de l’éducation :
- service commun de documentation[19] (SCD/BU) regroupe sept bibliothèques universitaires (droit, lettres, médecine, sciences, EPU Sophia, Saint-Jean d'Angély, STAPS)
- le service universitaire des activités physiques et sportives (SUAPS) a pour missions d'organiser des pratiques physiques et des animations sportives pour les étudiants et les personnels de l'université, d'accueillir et de valider l'inscription des étudiants et personnels de l'université, et de gérer les installations sportives universitaires (une piscine, trois gymnases, six salles spécialisées et onze courts de tennis) ;
- le service commun du système d'information (DSI) est chargé des ressources informatiques ;
- le service universitaire de médecine préventive et de promotion de la santé (SUMPPS) est chargé des visites médicales des étudiants et de l'organisation de missions de prévention envers les étudiants ;
- le Service d'Information, d'Orientation, et d'Insertion Professionnelle (SIOIP) est chargé de l'orientation et de l'insertion professionnelle des étudiants ;
- Accueil et service de l'université pour les relations avec les entreprises formation (ASURE Formation) est chargé de l'accueil, de l'information et du conseil pour les demandeurs individuels de formation ou de validation, jeunes ou adultes, salariés ou personnes en réorientation professionnelle ; il aide également au financement de projet individuel de formation ou d'accès à un diplôme, en corrélation avec une finalité professionnelle ;
- le collège des études doctorales (CED) s'occupe des doctorants ;
- l'institut culture science (ICS) Alhazen est chargé de la mise en place d'un enseignement culturel des sciences ;
- l'institut universitaire des langues (IUL) organise des cours de langue vivante pour les étudiants spécialistes d'autres disciplines et des cours de langue, littérature et civilisation françaises pour les étrangers ;
- le service environnement de développement durable (EDD) a pour but de développer et d'encourager des actions relevant de la thématique environnement et développement durable ;
- l'institut des sciences humaines et sociales de Nice (ISHSN) a pour but de favoriser le développement de recherches communes multidisciplinaires en sciences humaines et sociales ;
- l'institut Ulysse est une haute école internationale en tourisme, hôtellerie-restauration et gastronomie.

### Recherche
Des organismes nationaux de recherche contribuent à la construction de la stratégie de l'université Côte d'Azur, avec laquelle ils interagissent notamment dans les domaines de la recherche, de la formation, de l'innovation, des relations internationales et territoriales. Ces organismes de recherche sont : 
- le Centre national de la recherche scientifique (CNRS),
- l'Institut national de recherche en informatique et en automatique (Inria),
- l'Institut national de recherche pour l'agriculture, l'alimentation et l'environnement (INRAE),
- l'Institut national de la santé et de la recherche médicale (INSERM),
- l'Institut de recherche pour le développement (IRD).

### Membre du W3C
L'université est membre du W3C.

### 3IA Côte d'Azur: Institut d'intelligence artificielle
Situé sur le campus du technopôle de Sophia Antipolis, non loin des sites de l'Inria et du CNRS, l'Institut d'intelligence artificielle a été labellisé 3IA le 24 avril 2019 par le Ministère de l'Enseignement Supérieur, de la Recherche et de l'Innovation. Il repose sur quatre axes scientifiques : l'intelligence artificielle fondamentale (statistique, machine et deep learning) ; l'intelligence artificielle au service de la médecine computationnelle ; la biologie computationnelle et l'IA bio-inspirée ; l'IA et les territoires intelligents et sécurisés.

### IMREDD: Institut méditerranéen du risque, de l'environnement et du développement durable
Edifié par l'architecte Marc Barani dans l'écoquartier Nice Méridia et inauguré le 14 février 2020, le bâtiment de l'IMREDD donne l'exemple d'être bioclimatique. Cet Institut se veut un lieu de coopération entre l'université, les entreprises et le territoire sur les thèmes du développement durable et de la ville intelligente.
Ne doit pas être confondu avec IMRED.

## IDEX«UCA Jedi»
Sous la présidence de Frédérique Vidal, l'université a remporté en 2016 un financement IDEX pour son projet baptisé « UCA Jedi », soutenu par de nombreuses entreprises. La « Fondation de l'Université Côte d'Azur » est créée en 2017 pour récolter les dons qui permettront de financer des projets de recherche,.

## Publications
La Collection d'études médiévales de Nice est publiée par les éditions Brepols.
Les Cahiers de la Méditerranée sont publiés par le Centre de la Méditerranée moderne et contemporaine.
Les ''Cahiers de Narratologie'' sont publiés par le Laboratoire Interdisciplinaire Récits Cultures et Sociétés (LIRCES).